# Insuficiència hepàtica aguda
La insuficiència hepàtica aguda és l'aparició de complicacions greus ràpidament després dels primers signes (com la icterícia) de malaltia hepàtica, i indica que el fetge ha patit danys greus (pèrdua de funció del 80-90% de les cèl·lules hepàtiques). Les complicacions són l'encefalopatia hepàtica i la síntesi de proteïnes deteriorada (mesurada pels nivells d'albúmina sèrica i el temps de protrombina a la sang). La classificació de 1993 defineix la hiperaguda com a dins d'una setmana, aguda com a 8-28 dies i subaguda com a 4-12 setmanes; tant la velocitat amb què es desenvolupa la malaltia com la causa subjacent afecten fortament els resultats.

## Causes
Les causes habituals d'insuficiència hepàtica aguda són la sobredosi de paracetamol, la reacció idiosincràtica a medicaments (per exemple, tetraciclina), el consum d'alcohol excessiu (hepatitis alcohòlica severa), l'hepatitis vírica (l'hepatitis A o B, és molt poc freqüent en l'hepatitis C), fetge gras agut de l'embaràs, i idiopàtic (sense causa òbvia). La síndrome de Reye és una insuficiència hepàtica aguda en un nen amb una infecció vírica (per exemple, varicel·la); sembla que l'ús de l'àcid acetilsalicílic pot tenir un paper important. La malaltia de Wilson (acumulació hereditària de coure) poques vegades pot ocasionar una insuficiència hepàtica aguda. La insuficiència hepàtica aguda també resulta d'una intoxicació per la farinera borda (Amanita phalloides), així com d'altres espècies de fongs productors d'amatoxines. Algunes soques de Bacillus cereus, una espècie comuna de bacteri implicada com a causa freqüent d'intoxicació alimentària, poden causar insuficiència hepàtica fulminant mitjançant la producció de cereulide, una toxina que destrueix els mitocondris dels hepatòcits afectats, donant lloc a la mort cel·lular. Tot i que la majoria dels casos d'infecció per B. cereus es resolen pel sistema immunitari del cos i no afecten el fetge, els casos greus que provoquen danys hepàtics poden ser mortals sense tractament immediat o trasplantament hepàtic.